# Хаттусілі II
Хаттусілі II (д/н— бл. 1360 до н. е.) — великий цар (руба'ум рабі'ум) Новохеттського царства близько 1370—1360 до н. е.

## Життєпис
Походження суперечливе: за різними гіпотезами був братом або сином Арнуванди I. Можливо якимось родичем Тудхалії II. Після смерті Арнуванди I захопив владу або був регентом-співправителем малолітнього сина Арнуванди I — Тудхалії III.
Спочатку рушив проти Міти, повсталого царя Паххуви (Вірменське нагір'я) ще за Арнуванди I. Було завдано поразки, внаслідок чого збори старійшин видали хеттам царя міти та його родича (або якогось вождя) Калімуну. Одночасно, згідно з тим же договором, в підданство Хеттського царства приймаються Паххува, Ісува, Цухма, Мальдія.
Здійснював успішні походи проти мітанні та північносирійських держав. Було встановлено зверхність над Ямхадом зі столицею в Халапі (договір з царем Тальмі-Шаррума). У числі цих сусідів, залежних від хеттів, згадуються Аріхпіцці, правитель Паттеярікки, і Аїссіа, цар Тукками.